# Йырджалы, Сыткы
Сыткы Йырджалы (тур. Sıtkı Yırcalı, 1 января 1908, Балыкесир — 29 декабря 1988, Стамбул) — турецкий юрист и политик. В 1950-х годах занимал ряд постов в правительстве Турции.

## Биография
Родился 13 сентября 1908 года в Балыкесире. Его семья была широко известна, отец Сыткы, Йырджалызаде Шюкрю, был политически активным членом Комитета единения и прогресса.
В 1928 году окончил лицей Кабаташ. После этого получил степень бакалавра в области юриспруденции в Стамбульском университете и степень доктора философии в той же сфере в Парижском университете.
После окончания университета работал юристом в родном городе. В 1946 году вступил в Демократическую партию и возглавил её отделение в Балыкесире. В 1950 году был избран членом Великого национального собрания, переизбирался 3 раза. В правительстве занимал посты министра торговли и монополий (1951-52), министра промышленности (1952-54, 1958), министра экономики и торговли (1954-55), министра культуры и туризма (1957-58).
В январе 1956 года в отношении Йырджалы, Хасана Полаткана и Фатина Рюштю Зорлу было начато расследование парламентской комиссией, они обвинялись коррупции и неисполнении служебных обязанностей были признаны невиновными.
В 1957-60 годах был среди членов Демократической партии, недовольных политикой основателей партии, в том числе Аднана Мендереса. Эта группа включала около 150 членов Демократической партии и возглавлялась Йырджалы .
После государственного переворота 1960 года был арестован и содержался на острове Яссыада. Ему не были предъявлены обвинения, возможно, из-за его критики политики Демократической партии. После освобождения работал в сфере юриспруденции, в 1975 году был избран сенатором.
Умер 29 сентября 1988 года в Анкаре, похоронен на кладбище Джебеджи.

### Личная жизнь
Йырджалы, был женат, у него были сын и дочь. У Сыткы был младший брат Сырры, он тоже работал юристом и состоял в Демократической партии, 1954-60 годах был членом Великого национального собрания.